# Ngày Quốc Khánh (Malaysia)
Ngày Quốc Khánh (tiếng Mã Lai: Hari Merdeka, còn được gọi là Hari Kebangsaan hay "Quốc khánh"), là ngày độc lập chính thức của nước Malaysia. Ngày này kỉ niệm Tuyên ngôn Độc lập Malayan ngày 31 tháng 8 năm 1957, được định nghĩa trong Điều 160 của Hiến pháp Malaysia. Ngày này được tổ chức bằng nhiều buổi lễ và cả quan sát chính thức lẫn phi chính thức trên khắp đất nước.
Việc coi ngày 31 tháng 8 là ngày quốc khánh của Malaysia là nguyên nhân dẫn đến một số tranh cãi, do các lời kêu gọi rằng phải ưu tiên tổ chức lễ kỉ niệm Hari Malaysia (Ngày Malaysia) vào ngày 16 tháng 9. Hari Malaysia kỉ niệm sự thành lập của nước Malaysia vào năm 1963, khi bốn thực thể là Bắc Borneo, Sarawak, Singapore và Malaya liên kết lại để tạo thành Malaysia. Một số người, đặc biệt là những phần tử ở miền Đông Malaysia, cho rằng rất bất hợp lí khi chỉ kỉ niệm ngày 31 tháng 8 năm 1957 là ngày quốc khánh của Malaysia, khi nước Malaysia chỉ mới được thành lập vào năm 1963. Những người ủng hộ ngày Hari Merdeka cho rằng cái gọi là "Liên bang" như được định nghĩa trong Điều 160 của Hiến pháp Malaysia thực tế là "Liên bang Mã Lai" được thành lập vào năm 1957.

## Sự kiện dẫn đến độc lập
Nỗ lực giành độc lập được dẫn đầu bởi Tunku Abdul Rahman, Thủ tướng đầu tiên của nước Malaysia, ông đã dẫn đầu một phái đoàn gồm các bộ trưởng và nhà lãnh đạo chính trị của Mã Lai trong các cuộc đàm phán với người Anh ở Luân Đôn về Merdeka, tức là nền độc lập cùng với chủ tịch đầu tiên của Công hội người Hoa Malaysia (MCA) Tun Dato Sri Trần Trinh Lộc và Đệ Ngũ Chủ tịch Quốc hội Ấn Độ Malaysia Tun V. T. Sambanthan. Một khi rõ ràng rằng mối đe dọa của Cộng sản gây ra trong Tình trạng khẩn cấp Mã Lai đang giảm dần, một thỏa thuận đã đạt được vào ngày 8 tháng 2 năm 1956, để Mã Lai giành độc lập khỏi Đế quốc Anh. Tuy nhiên, nhiều lí do hậu cần và hành chính đã dẫn đến việc chính thức tuyên bố độc lập vào năm sau, vào ngày 31 tháng 8 năm 1957, tại Sân vận động Merdeka (Sân vận động Độc lập), ở Kuala Lumpur, nơi được xây dựng có chủ đích để kỉ niệm ngày độc lập quốc gia. Thông báo về ngày này đã được Tunku Abdul Rahman đặt ra nhiều tháng trước đó trong một cuộc họp của Liên minh tại Malacca vào tháng 2 năm 1957.
Vào sáng ngày 31 tháng 8 năm 1957, lễ hội chuyển đến Sân Merdeka mới hoàn thành. Hơn 20.000 người chứng kiến buổi lễ bắt đầu lúc 9:30 sáng. Những người tham dự bao gồm nhiều nhà lãnh đạo của các bang Mã Lai, các chức sắc nước ngoài, những thành viên nội các liên bang và công dân. Đại diện Nữ hoàng, Công tước Gloucester trao cho Tunku Abdul Rahman bản tuyên ngôn. Sau đó Tunku tiếp tục đọc Tuyên ngôn Độc lập, đỉnh điểm là khi đám đông tham gia hô vang "Merdeka!" bảy hồi. Buổi lễ tiếp tục, lá quốc kỳ Mã Lai giương cao, kèm theo bài quốc ca chơi bởi một ban quân nhạc, rồi loạt bắn pháo hiệu 21 phát, tiếp theo đó là lời khấn azan và lời cầu nguyện tạ ơn để tôn vinh dịp tuyệt vời này.

## Quốc khánh (31 tháng 8 năm 1957)
Vào đêm 30 tháng 8 năm 1957, hơn 20.000 người đã tập trung tại Quảng trường Merdeka (Dataran Merdeka) ở Kuala Lumpur để chứng kiến sự bàn giao quyền lực từ tay người Anh. Thủ tướng được chỉ định là Tunku Abdul Rahman đến lúc 11:58 tối, tham gia cùng những thành viên của các đoàn thanh niên Liên minh Đảng quan sát hai phút bóng tối. Vào lúc nửa đêm, đèn điện được bật trở lại, lá cờ Union Jack ở quảng trường hạ xuống, bài ca hoàng gia "Chúa phù hộ Nữ vương" vang lên. Quốc kỳ mới của Mã Lai được kéo lên, bài quốc ca Negaraku vang lên. Tiếp sau đó là bảy tiếng hô vang "Merdeka" của đám đông. Tunku Abdul Rahman sau đó đã có bài phát biểu ca ngợi buổi lễ là "khoảnh khắc trọng đại nhất trong cuộc đời của người Mã Lai". Trước khi phát biểu trước đám đông, ông đã được đại diện của thanh niên Liên minh Đảng tặng một chiếc vòng cổ nhân dịp kỉ niệm trọng đại trong lịch sử này, bản đồ Mã Lai được khắc lên chiếc vòng. Toàn sự kiện kết thúc lúc một giờ sáng.
Vào sáng ngày 31 tháng 8 năm 1957, lễ hội lại chuyển đến Sân Merdeka mới hoàn thành. Hơn 20.000 người chứng kiến buổi lễ bắt đầu lúc 9:30 sáng. Những người tham dự bao gồm nhiều nhà lãnh đạo của các bang Mã Lai, các chức sắc nước ngoài, những thành viên nội các liên bang và công dân. Đại diện Nữ hoàng, Công tước Gloucester trao cho Tunku Abdul Rahman bản tuyên ngôn. Sau đó Tunku tiếp tục đọc Tuyên ngôn Độc lập, đỉnh điểm là khi đám đông tham gia hô vang "Merdeka!" bảy hồi. Buổi lễ tiếp tục, lá quốc kỳ Mã Lai giương cao, kèm theo bài quốc ca chơi bởi một ban quân nhạc, rồi loạt bắn pháo hiệu 21 phát, tiếp theo đó là lời khấn azan và lời cầu nguyện tạ ơn để tôn vinh dịp tuyệt vời này.
Ngày tiếp theo là lễ lắp đặt long trọng của Yang di-Pertuan Agong đầu tiên, Tuanku Abdul Rahman của Negeri Sembilan, tại Jalan Ampang, và bữa tiệc sắp đặt đầu tiên để vinh danh ông vào buổi tối, sau đó là màn trình diễn rút lui và bắn pháo hoa. Các sự kiện thể thao và các sự kiện khác đã đánh dấu sự ra đời của quốc gia mới.

### Tham dự
Các vị khách danh dự nước ngoài bao gồm:

#### Thành viên Hoàng thất
- Quốc vương và Vương hậu Thái Lan
- Hoàng thái tử và Hoàng thái tử phi Nhật Bản
- Công tước và Công tước phu nhân xứ Gloucester (đại diện cho Nữ vương)
- Hoàng tử William của Gloucester

#### Người đứng đầu chính phủ
- Thủ tướng Nam Phi, Johannes Gerhardus Strijdom
- Thủ tướng Ấn Độ, Jawaharlal Nehru
- Thủ tướng Pakistan, Huseyn Shaheed Suhrawardy
- Thủ tướng Chính phủ Việt Nam Phạm Văn Đồng
- Thủ tướng Ceylon, Solomon Bandaranaike
- Thủ tướng Miến Điện, U Nu
- Thủ tướng Campuchia, Sim Var
- Bộ trưởng Ngoại giao Hoa Kỳ, John Foster Dulles (đại diện cho Tổng thống Dwight D. Eisenhower)

#### Đại diện từ các thuộc địa khác của Anh
- Thống đốc Hồng Kông, Ngài Alexander Grantham
- Thủ hiến Singapore, Lâm Hữu Phúc

#### Các thành viênchính quyền cựu thuộc địa Anh
- Ngài Gerald Templer (cựu Cao ủy Anh tại Mã Lai) và Lady Templer
- Quý bà Gurney (phu nhân cựu Cao ủy Anh tại Mã Lai Ngài Henry Gurney)
- Quý bà Gent (phu nhân cựu Cao ủy Anh tại Mã Lai Ngài Edward Gent)

#### Cao ủy các quốc gia Khối Thịnh vượng chung khác
- Cao ủy Canada tại Mã Lai, Arthur Redpath Menzies
- Cao ủy Úc tại Mã Lai, Tom Critchley
- Cao ủy New Zealand tại Mã Lai, Foss Shanahan

## Sự hình thành nước Malaysia
Liên bang Malaysia, gồm các tiểu bang thuộc Liên bang Mã Lai, Bắc Borneo, Sarawak và Singapore, được chính thức tuyên bố vào ngày 31 tháng 8 năm 1963, nhân kỉ niệm 6 năm ngày Mã Lai giành độc lập. Tuy nhiên lại bị hoãn lại đến ngày 16 tháng 9 năm 1963, chủ yếu là do sự phản đối của hai nước Indonesia và Philippines đối với sự thành lập quốc gia Malaysia. Dẫu vậy, Bắc Borneo và Singapore đã tuyên bố chủ quyền ngày 31 tháng 8 năm 1963. Sự phản đối của Indonesia sau đó leo thang thành xung đột quân sự. Indonesia coi Malaysia là một hình thức thuộc địa mới trên Sarawak và Bắc Borneo, giáp với lãnh thổ Indonesia trên đảo Borneo. Tuy nhiên, họ không đưa ra yêu sách gì đối với hai lãnh thổ, không giống như cách mà Philippines tuyên bố chủ quyền đối với phần phía đông của Sabah. Để đảm bảo với Indonesia rằng Malaysia không phải là hình thức của chủ nghĩa thực dân mới, một cuộc khảo sát chung (thay vì trưng cầu dân ý) đã được Liên Hợp Quốc tổ chức với các cuộc phỏng vấn khoảng 4.000 người, đã nhận được 2.200 bản ghi nhớ từ các nhóm và cá nhân. Ủy ban Cobbold, do Lord Cobbold lãnh đạo, cũng được thành lập để xác định xem người dân Bắc Borneo và Sarawak có muốn gia nhập Malaysia hay không. Những phát hiện cuối cùng của họ, cho thấy sự ủng hộ đáng kể đối với Malaysia giữa các dân tộc Sabah và Sarawak, đã dọn đường cho sự tuyên bố cuối cùng của Malaysia.
Sự thành lập nước Liên bang Malaysia cuối cùng tuyên bố vào ngày 16 tháng 9 năm 1963, ngày kỉ niệm được coi là Ngày Malaysia. Hari Merdeka tiếp tục được tổ chức vào ngày 31 tháng 8, ngày độc lập ban đầu của Mã Lai, trong khi Ngày Malaysia trở thành một ngày lễ chỉ ở miền Đông Malaysia. Điều này đã gây ra sự bất bình đối với người miền Đông Malaysia nói riêng, đôi khi người ta cảm thấy rằng lễ kỉ niệm quốc khánh vào ngày 31 tháng 8 là chỉ lấy mỗi Mã Lai làm trung tâm. Vào năm 2009, người ta đã quyết định rằng: bắt đầu từ năm 2010, Ngày Malaysia sẽ là một ngày lễ chung trên toàn quốc cùng với ngày lễ Hari Merdeka vào ngày 31 tháng 8.

### Google doodle
Vào ngày 31 tháng 8 năm 2019, Google đã kỷ niệm Ngày Quốc Khánh của Malaysia, là 'Hari Merdeka' bằng một Doodle minh hoạ quốc hoa của Malaysia. Phần viết kèm theo được viết là "Hình tượng trưng ngày nay mô tả quốc hoa của Malaysia để tôn vinh Ngày Độc lập của Malaysia, được người dân địa phương gọi là Hari Merdeka. Vào ngày này năm 1957, Liên bang Mã Lai trở thành một quốc gia có chủ quyền sau nhiều năm bị Anh cai trị. Tunku Abdul Rahman, Bộ trưởng đầu tiên của Malaysia, đã đọc tuyên ngôn chính thức tại Sân vận động Merdeka ở Kuala Lumpur trước đám đông khoảng tới 20.000 người."

## Vấn đề Hari Merdeka năm 2015
Về mặt pháp lí, Hari Merdeka là ngày độc lập chính thức của 'liên bang' theo quy định tại Điều 160 Hiến pháp Malaysia, được thành lập theo Thỏa thuận Liên bang Mã Lai 1957. Tuy nhiên, bắt đầu từ năm 2015, trong một chính sách được công bố bởi sau đó là Bộ trưởng Truyền thông và Đa phương tiện Ahmad Shabery Cheek, lễ Hari Merdeka sẽ được tổ chức mà không đề cập đến số năm kể từ khi độc lập. Việc này hàm ý về Sabah và Sarawak, những vùng đã rời bỏ quyền cai trị của Anh vào một thời gian khác.
Bộ trưởng Bộ Phát triển Đất đai Sarawak, ông James Jemut Masing, đã trả lời thông báo này bằng cách phát ngôn rằng Ngày Malaysia vào ngày 16 tháng 9 nên là điểm tập hợp cho sự thống nhất của quốc gia, chứ không phải là ngày Hari Merdeka. Ông nói thêm "Giờ đây, mọi người đều biết rằng ngày 31 tháng 8 là Ngày Quốc khánh của Mã Lai và Sabah... đó không phải ngày độc lập (Sarawak) của chúng tôi. Họ có thể kỉ niệm nó ở cả Mã Lai và Sabah vì họ có cùng ngày Quốc khánh và chúng tôi có thể tham gia cùng họ ở đó, nếu họ mời chúng tôi. Chúng ta phải sửa sai".
Trước ngày 16 tháng 9 ấy, đã chẳng có nước Malaysia nào cả. Hãy để mọi người nhớ lấy điều đó. Vào ngày 16 tháng 9, bốn thực thể độc lập là Mã Lai, Singapore, Sarawak và Bắc Borneo đã đồng ý thành lập nên Malaysia. Và như mọi người cũng biết, Singapore đã bị Malaysia trục xuất vào năm 1965 rồi.— James Masing